# Пародија
Пародија, позната и као карикатура или шала, јесте дјело створено да имитира, прикаже смијешним или коментарише оригинално дјело — предмет, аутора, стил или неку другу мету дјела — путем сатиричне или ироничне имитације. Како тврди књижевни теоретичар Линда Хутчен „пародија... је имитација, не увијек на рачун пародираног дјела”. Други критичар, Симон Дентит, пародију дефинише као „било коју културну праксу која пружа релативно полемичну алузију имитације друге културне продукције или праксе”. Пародија се може пронаћи у умјетности или култури, укључујући књижевност, музику (иако је „пародија” у музици имала раније, нешто другачије значење него у другим умјетничким формама), анимацију, играње игрица и филм.
Писац и критичар Џон Грос разматра у својој Oxford Book of Parodies, да се пародија изгледа развија на подручју између патиша („композиција у другом умјетниковом маниру, без сатиричне намјере”) и бурлеске (која се „игра са материјалом високе књижевности и прилагођава га нижим крајевима”). У међувремену, Encyclopédie Денија Дидроа прави разлику између пародије и бурлеске, „добра пародија је дивна забава, способна да забавља и подучава најсмисленије и најсјајније умове; бурлеска је биједна лакрдија која може само задовољити становништво”. Историјски гледано, када свакодневница постане досадна, као што је то био случај са моралним мелодрамама у другом десетљећу 20. вијека, она задржава своју вриједност само као пародија, што показују кратки филмови Бастера Китона који су изругивали тај жанр.

## Модернистичка и постмодернистичка пародија
У 20. веку, пародија је наглашена као централно и најрепрезентативније уметничко средство, катализатор уметничког стварања и иновације. Ово се најизраженије догодило у другој половини века са постмодернизмом, али су ранији модернизам и руски формализам предвиђали ову перспективу. За руске формалисте, пародија је била начин ослобађања од позадинског текста који омогућава стварање нових и аутономних уметничких форми.
Историчар Кристофер Ре пише да су „1910-их и 1920-их писци на кинеском тржишту забаве пародирали све и свашта... Пародирали су говоре, рекламе, признања, петиције, наредбе, приручнике, обавештења, политике, прописе, резолуције, дискурсе, објашњења, сутре, спомен обележја престолу и записнике са конференције. Имамо размену писама ... Имамо хвалоспев за коморни лонац. Имамо 'Истраживање о томе зашто мушкарци имају браде, а жене немају,' 'Телеграм Бога грома његовој мајци у коме даје оставку на дужност' и 'Јавно обавештење краља курвања којим се плејбојима забрањује да прескачу дугове'"

Кратка прича Хорхеа Луиса Борхеса (1939) „Пјер Менард, аутор Кихота“, често се сматра као предвиђање постмодернизма и замишљање идеала крајње пародије. У ширем смислу грчке пародије, пародија се може појавити када се цели елементи једног дела извуку из контекста и поново користе, а не нужно да буду исмевани.</ref> quotation: 
From these words, it can be inferred that Genette's conceptualisation does not diverge from Hutcheon's, in the sense that he does not mention the component of ridicule that is suggested by the prefix paros. Genette alludes to the re-interpretative capacity of parodists in order to confer an artistic autonomy to their works.
</ref> Традиционалне дефиниције пародије обично говоре само о пародији у строжијем смислу нечега чији је циљ да се исмеје текст који се пародира. Постоји и шири, проширени смисао пародије који можда не укључује исмевање и може бити заснован на многим другим употребама и намерама. Traditional definitions of parody usually only discuss parody in the stricter sense of something intended to ridicule the text it parodies. There is also a broader, extended sense of parody that may not include ridicule, and may be based on many other uses and intentions. Шири смисао пародије, пародија која се ради са намером која није исмевање, постала је преовлађујућа у модерној пародији 20. века. У ширем смислу, модерна пародија не циља на пародирани текст, већ га користи као оружје да циља нешто друго.. Разлог за превагу проширеног, реконтекстуализирајућег типа пародије у 20. веку је тај што су уметници настојали да се повежу са прошлошћу истовремено региструјући разлике које доноси модерност. Главни модернистички примери ове реконтекстуализирајуће пародије укључују Уликс Џејмса Џојса, који укључује елементе Хомерове Одисеје у ирском контексту 20. века, и Пуста земља Т. С. Елиота, која укључује и реконтекстуализује елементе широког спектра претходних текстова, укључујући Дантеов Пакао. Дело Ендија Ворхола је још један истакнути пример модерне „реконтекстуализоване“ пародије. Према француском теоретичару књижевности Жерару Женету, најригорознији и најелегантнији облик пародије је и најекономичнији, односно минимална пародија, она која дословно понавља познати текст и даје му ново значење.
Празна пародија, у којој уметник узима скелетни облик уметничког дела и ставља га у нови контекст без исмевања, је уобичајена. Пастиш је блиско повезан жанр, а пародија се такође може појавити када су ликови или поставке које припадају једном делу коришћени на хумористичан или ироничан начин у другом, као што је трансформација споредних ликова Розенкранца и Гилденстерна из Шекспирове драме Хамлет у главне ликове у комичној перспективи о истим догађајима у драми (и филму) Розенкранц и Гилденстерн су мртви. Слично, Мишу Хилмијев Заробљени у Нетфликсу, користи пародију да деконструише савремене Нетфликсове емисије попут Мад Мен који дају коментаре кроз популарне ликове. Дон Дрејперов мансплејнинг о мансплејнингу, Луке Дејнес монологизовање о недостатку независности док прихвата козависност. У роману Флана О'Брајена At Swim-Two-Birds, на пример, луди Кинг Свини, Фин Макал, пука и низ каубоја окупљају се у гостионици у Даблину: мешавина митских ликова, ликова из жанровске фантастике, и свакодневна поставка комбинује се зарад хумора који није усмерен ни на један од ликова или на њихове ауторе. Ова комбинација устаљених и препознатљивих ликова у новом окружењу није исто што и постмодернистички троп употребе историјских ликова у фикцији ван контекста да би се обезбедио метафорички елемент.

## Репутација
Понекад репутација пародије надмашује углед онога што се пародира. На пример, Дон Кихот, који се руга традиционалним причама о лутајућим витезовима, много је познатији од романа који га је инспирисао, Амадис де Гаула (иако се Амадис помиње у књизи). Други случај је роман Шамела Хенрија Филдинга (1742), који је био пародија на суморни епистоларни роман Памела, или награђена врлина (1740) Семјуела Ричардсона. Многе пародије Луиса Карола на викторијанске дидактичке стихове за децу, попут „Ви сте стари, оче Вилијам“, много су познатије од (у великој мери заборављених) оригинала. Комични роман Стеле Гибонс Фарма хладне удобности засенио је пасторалне романе Мери Веб који су га у великој мери инспирисали.
У новије време, телевизијски ситком 'Ало 'Ало! је можда познатији од драме Тајна војска коју пародира.
Неки уметници стварају каријере правећи пародије. Један од најпознатијих примера је „Чудан Ал“ Јанковић. Његова каријера пародирања других музичких извођача и њихових песама надживела је многе уметнике или бендове које је пародирао. Јанковић није по закону обавезан да добије дозволу за пародирање; као лично правило, међутим, он тражи дозволу да пародира нечију песму пре него што је сними. Неколико уметника, попут репера Chamillionaire и гранџ бенда Нирвана из Сијетла, изјавили су да су Јанковићеве пародије на њихове песме биле одличне, а многи уметници сматрају да је то што их је он пародирао вид почасти.